# HD 145377 b
HD 145377 b – planeta pozasłoneczna typu gazowy olbrzym położona w gwiazdozbiorze Skorpiona, orbitująca wokół gwiazdy HD 145377, odkryta w 2008 w ramach programu HARPS.